# لیوبوف شرمت
لیوبوف شرمت (انگلیسی: Liubov Sheremeta؛ زادهٔ ۱۷ ژانویهٔ ۱۹۸۰) ژیمناست هنری، و ژیمناست اهل اوکراین است.